# Angerville (Calvados)
Pour les articles homonymes, voir Angerville.
Angerville est une commune française, située dans le département du Calvados en région Normandie.

## Géographie
Angerville est un village rural du pays d'Auge en Normandie, limitrophe de Dozulé, située à vingt kilomètres de Lisieux et sept kilomètres du littoral de la Manche (Dives-sur-Mer), sur l'Ancre.
Elle se trouve dans l'aire d'attraction de Dives-sur-Mer ainsi que dans son bassin de vie, dans l'unité urbaine de Dozulé et dans la zone d'emploi de Caen.

### Communes limitrophes
Les communes limitrophes sont  Cresseveuille, Douville-en-Auge, Dozulé, Grangues, Heuland et Saint-Léger-Dubosq.
| Grangues | Douville-en-Auge   | Heuland       |
| Dozulé   | Angerville         | Cresseveuille |
|          | Saint-Léger-Dubosq |               |

### Géologie et relief
La superficie de la commune est de 3,91 km2 ; son altitude varie de 14  à   120 mètres.

### Hydrographie
La commune est située dans le bassin Seine-Normandie. Elle est drainée par l'Ancre, un bras de l'Ancre, le ruisseau de Caudemuche, le cours d'eau 01 du Moulin Troussel, le fossé 02 du Moulin Troussel, le fossé 01 de la Petite Croix et le fossé 02 de la commune d'Angerville,,.
L'Ancre, d'une longueur de 17 km, prend sa source dans la commune d'Annebault, s'écoule d'est en ouest sur la commune et se jette  dans la Dives à Varaville, après avoir traversé neuf communes. Les caractéristiques hydrologiques de l'Ancre sont données par la station hydrologique située sur la commune de Cricqueville-en-Auge. Le débit moyen mensuel est de 0,462 m3/s. Le débit moyen journalier maximum est de 10 m3/s, atteint lors de la crue du 30 avril 2018. Le débit instantané maximal est quant à lui de 13,3 m3/s, atteint le même jour.

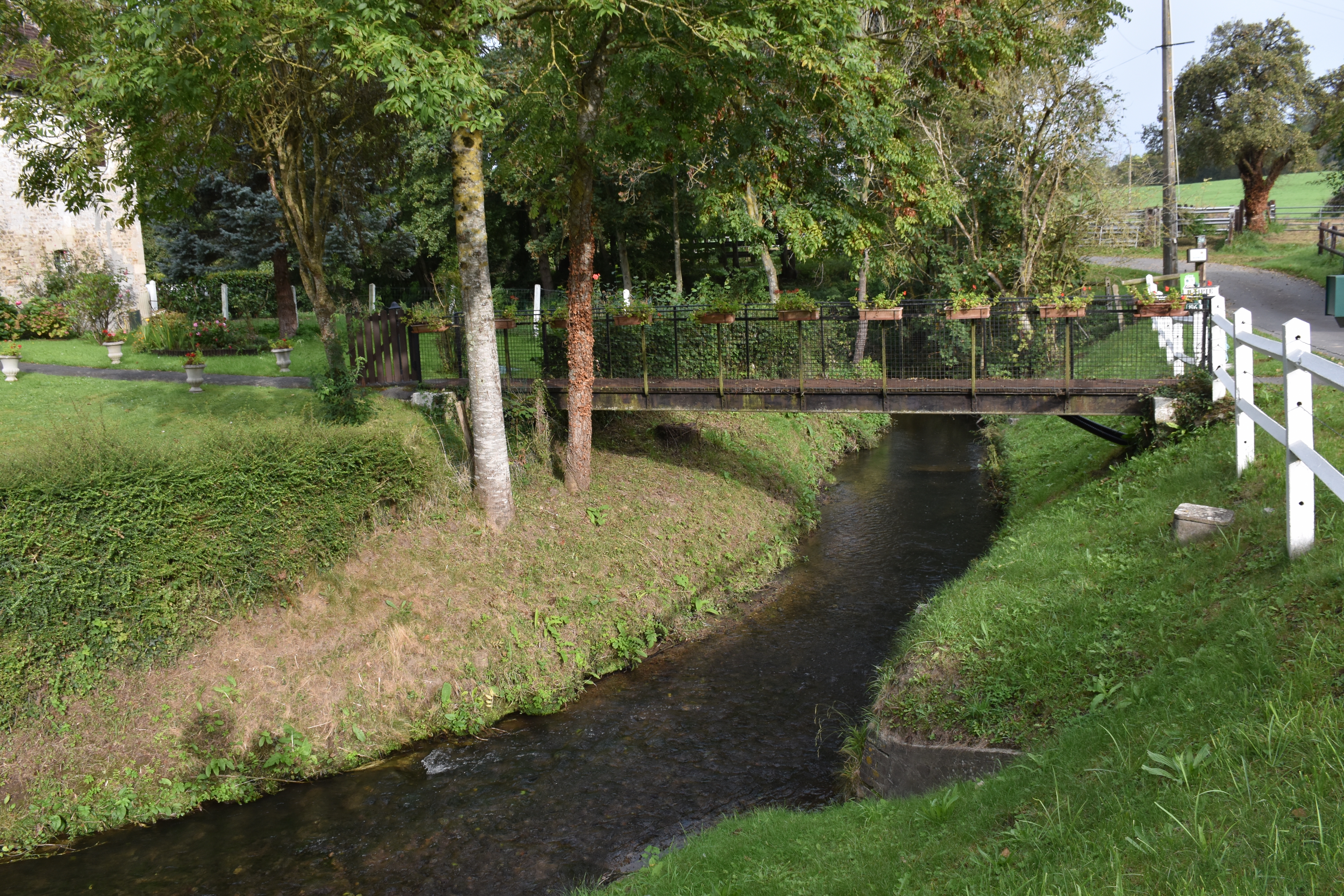
L'Ancre près de la mairie.
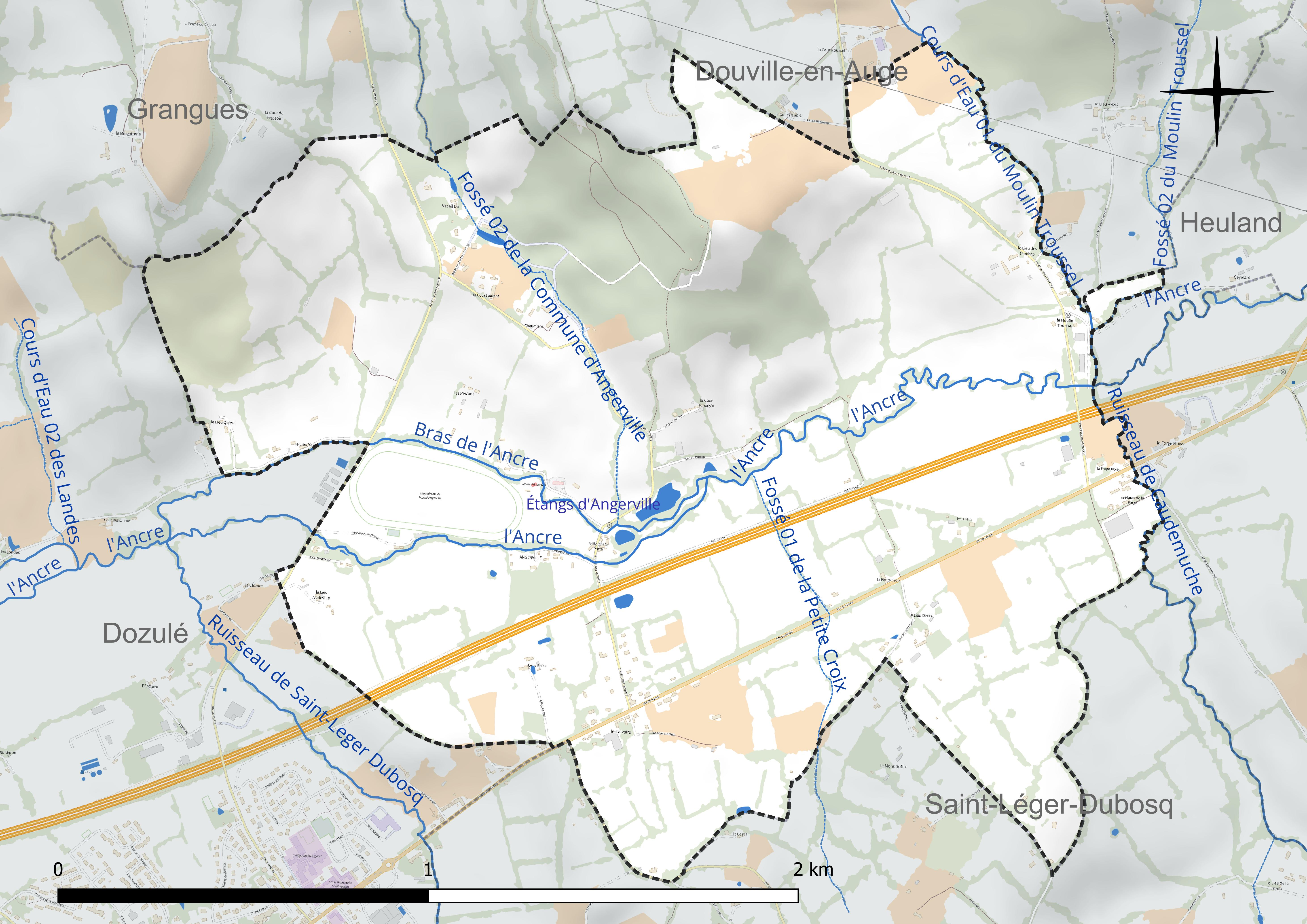
Réseau hydrographique d'Angerville[Note 2].

Un plan d'eau complète le réseau hydrographique : les étangs d'Angerville (0,5 ha),.

### Climat
Pour des articles plus généraux, voir Climat de la Normandie et Climat du Calvados.
En 2010, le climat de la commune est de type climat océanique altéré, selon une étude du CNRS s'appuyant sur une série de données couvrant la période 1971-2000. En 2020, Météo-France publie une typologie des climats de la France métropolitaine dans laquelle la commune est exposée à un climat océanique et est dans la région climatique Normandie (Cotentin, Orne), caractérisée par une pluviométrie relativement élevée (850 mm/a) et un été frais (15,5 °C) et venté. Parallèlement le GIEC normand, un groupe régional d'experts sur le climat, différencie quant à lui, dans une étude de 2020, trois grands types de climats pour la région Normandie, nuancés à une échelle plus fine par les facteurs géographiques locaux. La commune est, selon ce zonage, exposée à un « climat des plateaux abrités », correspondant à la plaine agricole de Caen à Falaise, sous le vent des collines de Normandie et proche de la mer, se caractérisant par une pluviométrie et des contraintes thermiques modérées.
Pour la période 1971-2000, la température annuelle moyenne est de 10,8 °C, avec une amplitude thermique annuelle de 12,5 °C. Le cumul annuel moyen de précipitations est de 747 mm, avec 12,3 jours de précipitations en janvier et 7,8 jours en juillet. Pour la période 1991-2020, la température moyenne annuelle observée sur la station météorologique la plus proche, située sur la commune de Sallenelles à 14 km à vol d'oiseau, est de 11,8 °C et le cumul annuel moyen de précipitations est de 735,8 mm,. Pour l'avenir, les paramètres climatiques de la commune estimés pour 2050 selon différents scénarios d'émission de gaz à effet de serre sont consultables sur un site dédié publié par Météo-France en novembre 2022.

## Urbanisme

### Typologie
Au 1er janvier 2024, Angerville est catégorisée commune rurale à habitat très dispersé, selon la nouvelle grille communale de densité à 7 niveaux définie par l'Insee en 2022.
Elle appartient à l'unité urbaine de Dozulé, une agglomération intra-départementale dont elle est une commune de la banlieue,.
Par ailleurs la commune fait partie de l'aire d'attraction de Dives-sur-Mer, dont elle est une commune de la couronne,. Cette aire, qui regroupe 12 communes, est catégorisée dans les aires de moins de 50 000 habitants,.

### Occupation des sols

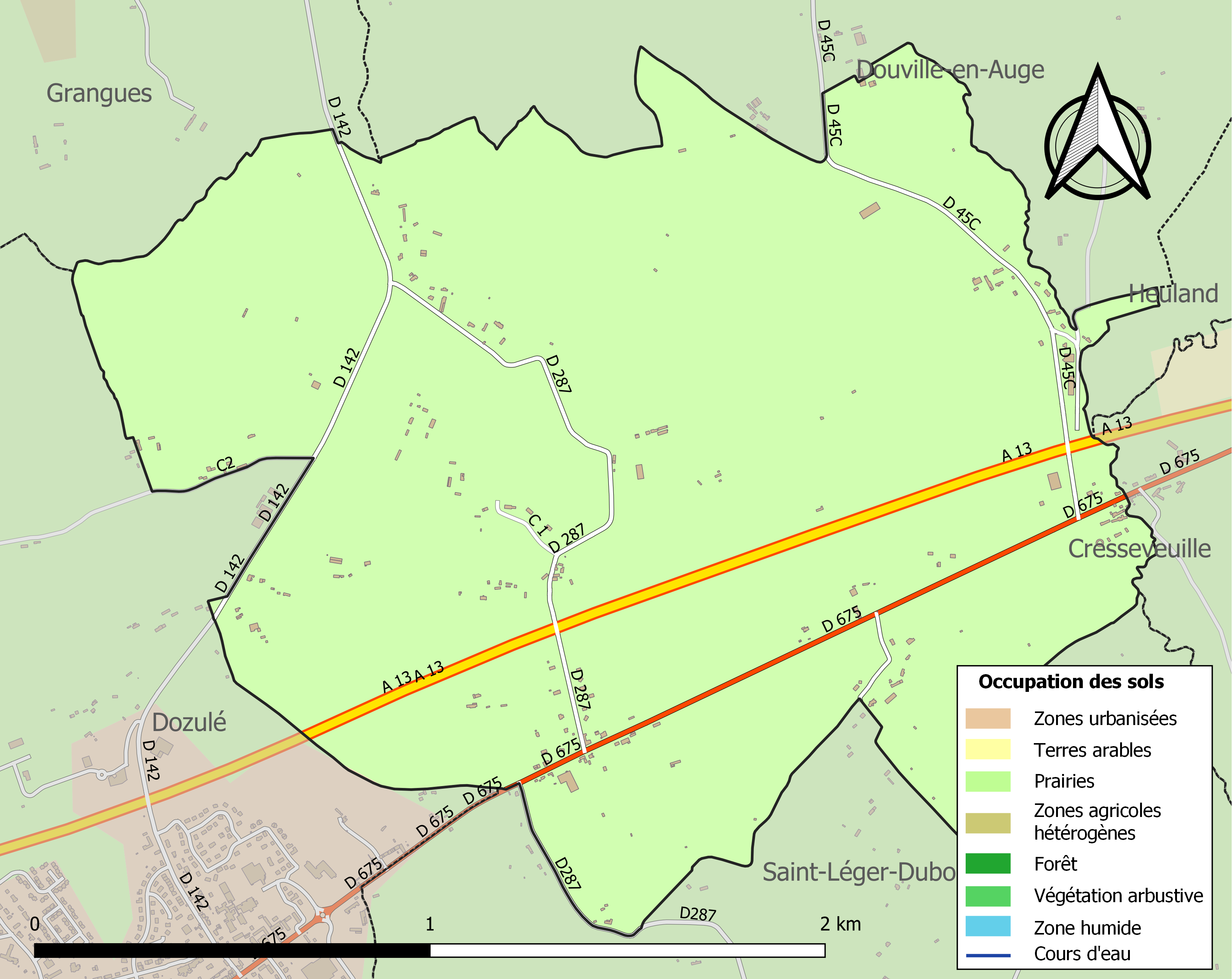
Carte des infrastructures et de l'occupation des sols de la commune en 2018 (CLC).

L'occupation des sols de la commune, telle qu'elle ressort de la base de données européenne d'occupation biophysique des sols Corine Land Cover (CLC), est marquée par l'importance des territoires agricoles (100 % en 2018), une proportion identique à celle de 1990 (100 %).
La répartition détaillée en 2018 est la suivante :  prairies (100 %).
L'évolution de l'occupation des sols de la commune et de ses infrastructures peut être observée sur les différentes représentations cartographiques du territoire : la carte de Cassini (XVIIIe siècle), la carte d'état-major (1820-1866) et les cartes ou photos aériennes de l'IGN pour la période actuelle (1950 à aujourd'hui).

### Habitat et logement
En 2021, le nombre total de logements dans la commune était de 90, alors qu'il était de 78 en 2016 et de 87 en 2011.
Parmi ces logements, 86,5 % étaient des résidences principales, 6,8 % des résidences secondaires et 6,8 % des logements vacants. Ces logements étaient pour 91,8 % d'entre eux des maisons individuelles et pour 8,2 % des appartements.
Le tableau ci-dessous présente la typologie des logements à Angerville en 2021 en comparaison avec celle du Calvados et de la France entière. Une caractéristique marquante du parc de logements est ainsi la faible proportion des résidences secondaires et logements occasionnels (6,8 %) par rapport au département (17,8 %) et à la France entière (9,7 %).
| Typologie                                               | Angerville | Calvados | France entière |
| ------------------------------------------------------- | ---------- | -------- | -------------- |
| Résidences principales (en %)                           | 86,5       | 75,5     | 82,2           |
| Résidences secondaires et logements occasionnels (en %) | 6,8        | 17,8     | 9,7            |
| Logements vacants (en %)                                | 6,8        | 6,6      | 8,1            |

### Voies de communication et transports
Angerville, traversé par l'autoroute A13, est desservi par l'ancienne route nationale 175 (actuelle RD 675).

## Toponymie

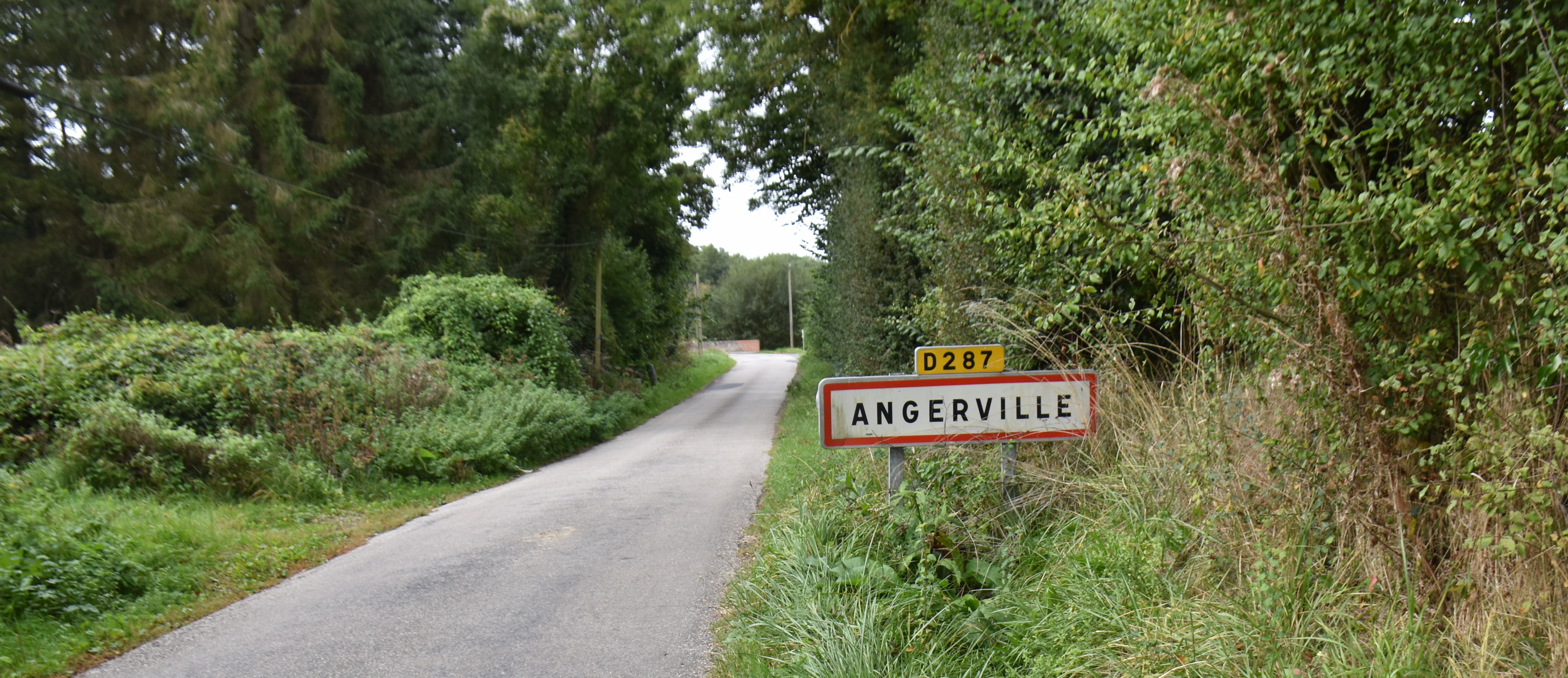
Une entrée de la commune.

Le nom de la localité est attesté sous les formes Ansgerii Villa en 1079; Angervilla en 1230; Angiervilla en 1234; Ansgervilla en 1269; Angerville l'Auricher en 1320; Angovilla au XVIe siècle,.

## Histoire
Au début du XVIIe siècle, Angerville a pour seigneur Nicolas de Mire, époque où il acquiert les terres de Fauguernon.

## Politique et administration

### Rattachements administratifs et électoraux

#### Rattachements administratifs
La commune se trouve depuis 1926 dans l'arrondissement de Lisieux du département du Calvados.
Elle faisait partie depuis 1831 du canton de Dozulé. Dans le cadre du redécoupage cantonal de 2014 en France, cette circonscription administrative territoriale a disparu, et le canton n'est plus qu'une circonscription électorale.

#### Rattachements électoraux
Pour les élections départementales, la commune fait partie depuis 2014 du canton de Cabourg.
Pour l'élection des députés, elle fait partie de la quatrième circonscription du Calvados.

### Intercommunalité
Angerville  était membre de la petite communauté de communes du Pays d'Auge dozuléen, un établissement public de coopération intercommunale (EPCI) à fiscalité propre créé fin 2002 et auquel la commune avait transféré un certain nombre de ses compétences, dans les conditions déterminées par le code général des collectivités territoriales.
Dans le cadre des dispositions de la loi portant nouvelle organisation territoriale de la République du 7 août 2015, qui prévoit que les établissements publics de coopération intercommunale (EPCI) à fiscalité propre doivent avoir un minimum de 15 000 habitants, cette intercommunalité a fusionné avec ses voisines pour former, le 1er janvier 2017, la communauté de communes Normandie-Cabourg-Pays d'Auge, dont est désormais membre la commune.

### Liste des maires
| Période                                  | Période                      | Identité             | Étiquette | Qualité                                                        |
| ---------------------------------------- | ---------------------------- | -------------------- | --------- | -------------------------------------------------------------- |
| Les données manquantes sont à compléter. |                              |                      |           |                                                                |
|                                          |                              |                      |           |                                                                |
| 1989                                     | mars 2008                    | Madeleine Lecomte    |           |                                                                |
| mars 2008                                | avril 2017                   | Thierry de Vanssay   | SE        | Retraité officier de marine et cadre commercial Démissionnaire |
| juin 2017                                | décembre 2024                | Gérard Naimi         | SE        | Pharmacien retraité Démissionnaire                             |
| janvier 2025                             | En cours (au 7 janvier 2025) | Sébastien Malfilâtre |           | Sapeur-pompier à Dozulé                                        |

## Population et société

### Démographie
L'évolution du nombre d'habitants est connue à travers les recensements de la population effectués dans la commune depuis 1793. Pour les communes de moins de 10 000 habitants, une enquête de recensement portant sur toute la population est réalisée tous les cinq ans, les populations de référence des années intermédiaires étant quant à elles estimées par interpolation ou extrapolation. Pour la commune, le premier recensement exhaustif entrant dans le cadre du nouveau dispositif a été réalisé en 2008.

En 2022, la commune comptait 191 habitants, en évolution de +22,44 % par rapport à 2016 (Calvados : +1,58 %, France hors Mayotte : +2,11 %).
| 1793 | 1800 | 1806 | 1821 | 1831 | 1836 | 1841 | 1846 | 1851 |
| ---- | ---- | ---- | ---- | ---- | ---- | ---- | ---- | ---- |
| 255  | 312  | 311  | 324  | 252  | 233  | 245  | 236  | 231  |

| 1856 | 1861 | 1866 | 1872 | 1876 | 1881 | 1886 | 1891 | 1896 |
| ---- | ---- | ---- | ---- | ---- | ---- | ---- | ---- | ---- |
| 189  | 191  | 194  | 201  | 196  | 194  | 211  | 211  | 205  |

| 1901 | 1906 | 1911 | 1921 | 1926 | 1931 | 1936 | 1946 | 1954 |
| ---- | ---- | ---- | ---- | ---- | ---- | ---- | ---- | ---- |
| 213  | 185  | 189  | 146  | 119  | 139  | 127  | 162  | 144  |

| 1962 | 1968 | 1975 | 1982 | 1990 | 1999 | 2006 | 2008 | 2013 |
| ---- | ---- | ---- | ---- | ---- | ---- | ---- | ---- | ---- |
| 122  | 114  | 102  | 104  | 115  | 123  | 125  | 125  | 130  |

| 2018 | 2022 | - | - | - | - | - | - | - |
| ---- | ---- | - | - | - | - | - | - | - |
| 188  | 191  | - | - | - | - | - | - | - |

## Culture locale et patrimoine

### Lieux et monuments
- Église Saint-Léger, petite église du XIIe siècle, avec non loin un étang de pêche à la truite.
- L'ancien presbytère d'Angerville, devenu la mairie de la commune[37].
- Vestiges d'une motte féodale, au nord du village, près de la RD 45c, dans la vallée d'un affluent de la Dives[38].
- Maisons traditionnelles à pan de bois[37].
- Paysages du bocage normand[37].
- Hippodrome de Dozulé, situé sur le territoire d'Angerville, qui accueille une réunion de courses de trot monté ou attelé, le jeudi de l'Ascension, et deux autres au mois d'août[39].

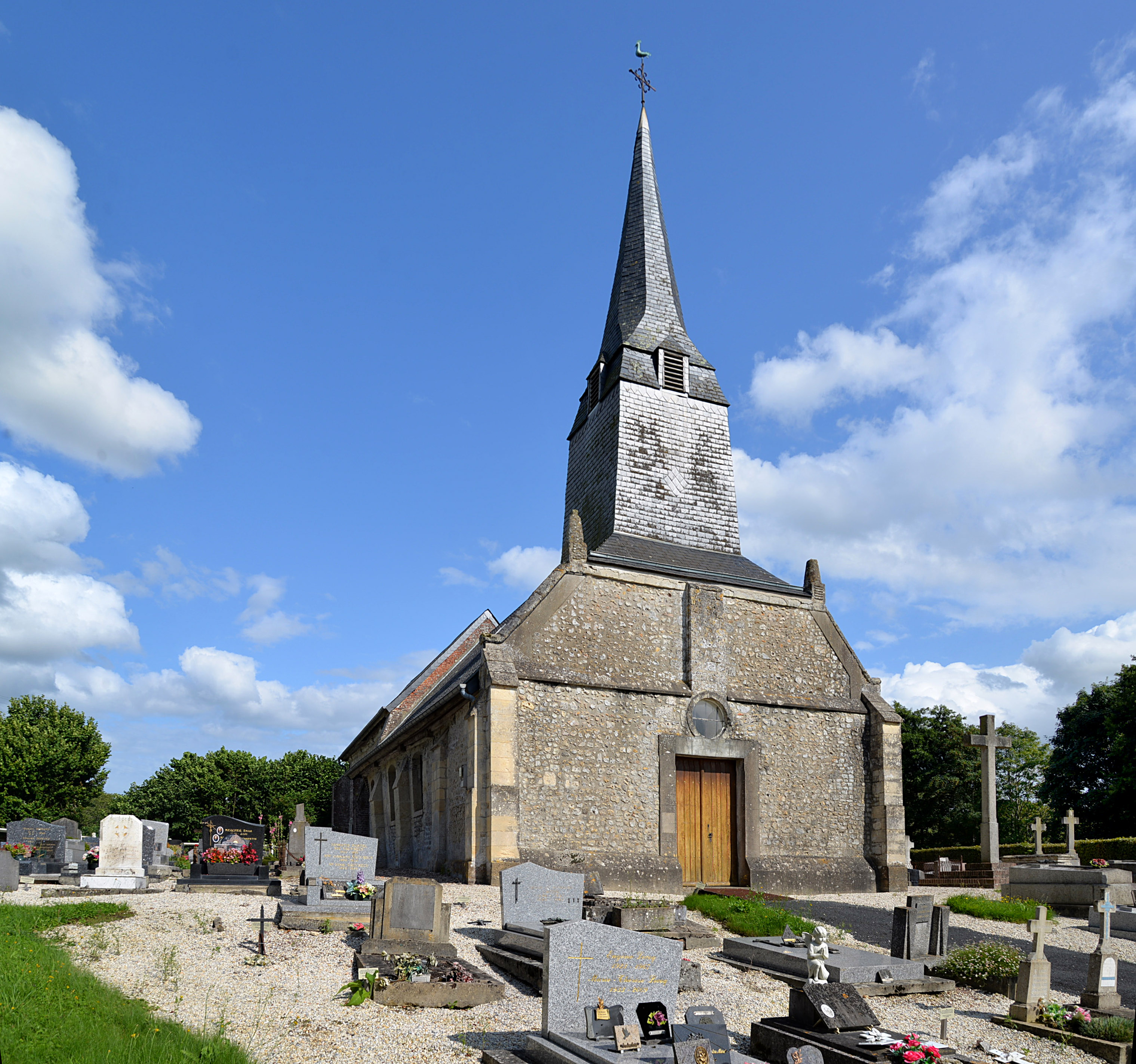
L'église Saint-Léger...
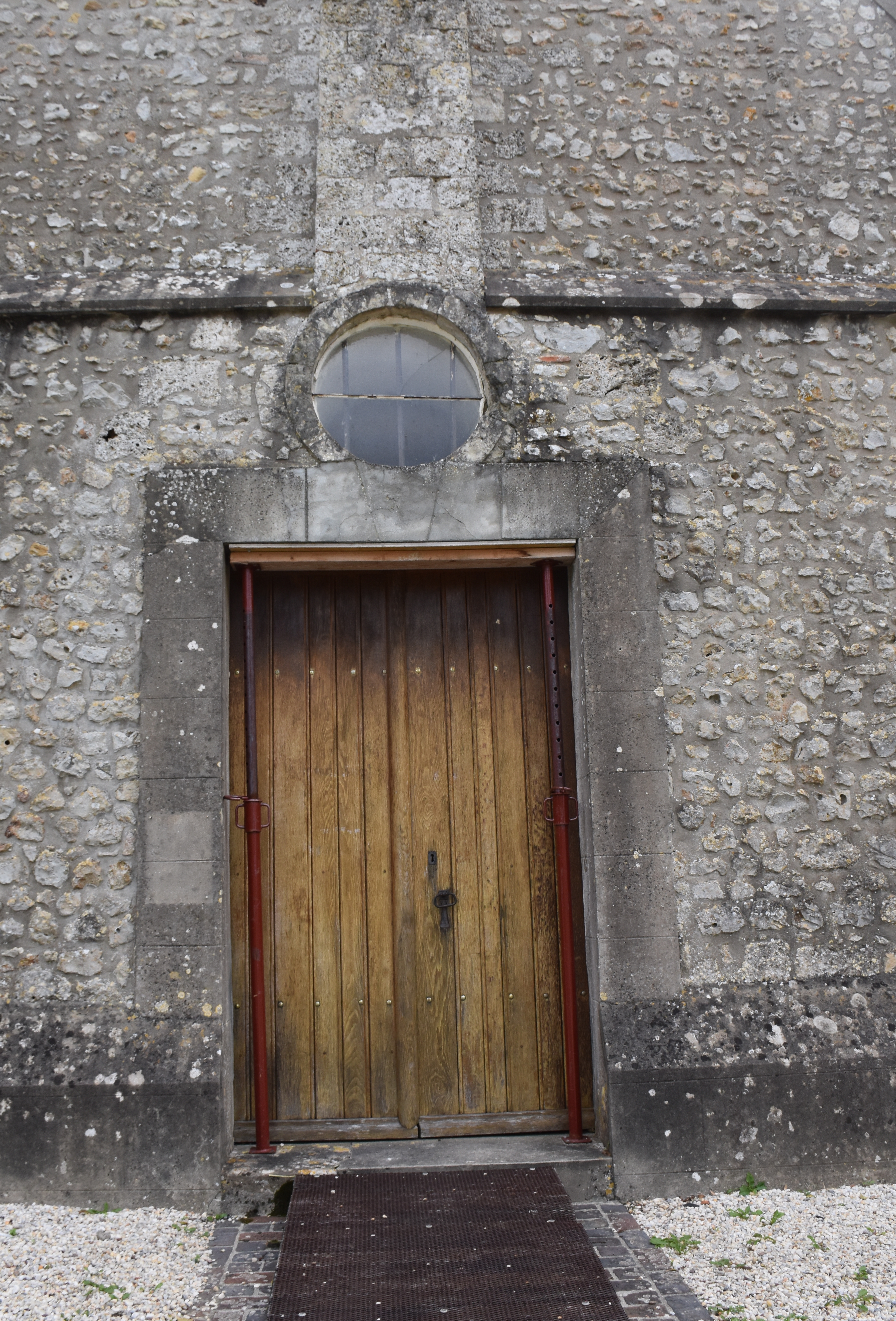
... son portail...
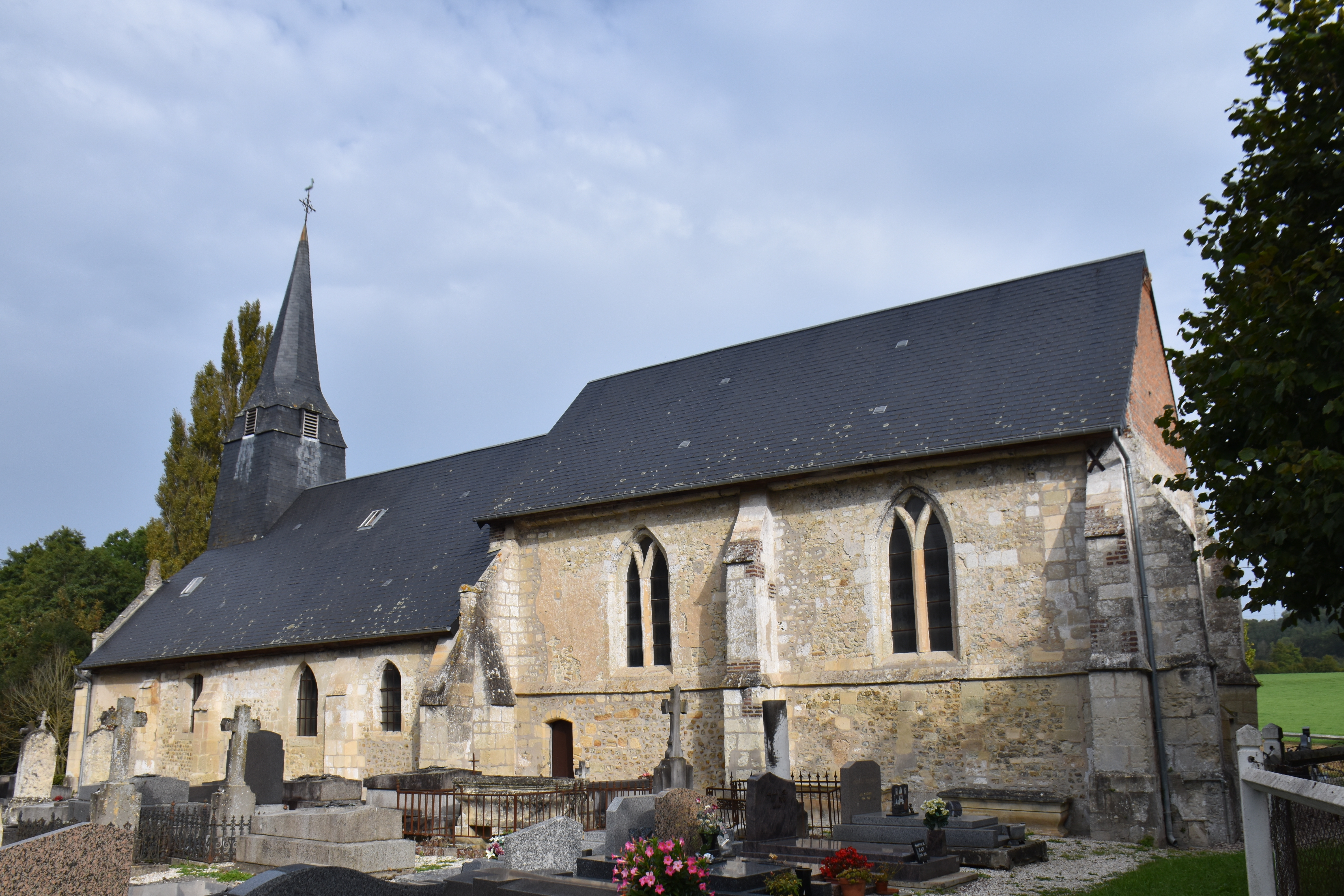
... et son chœur.
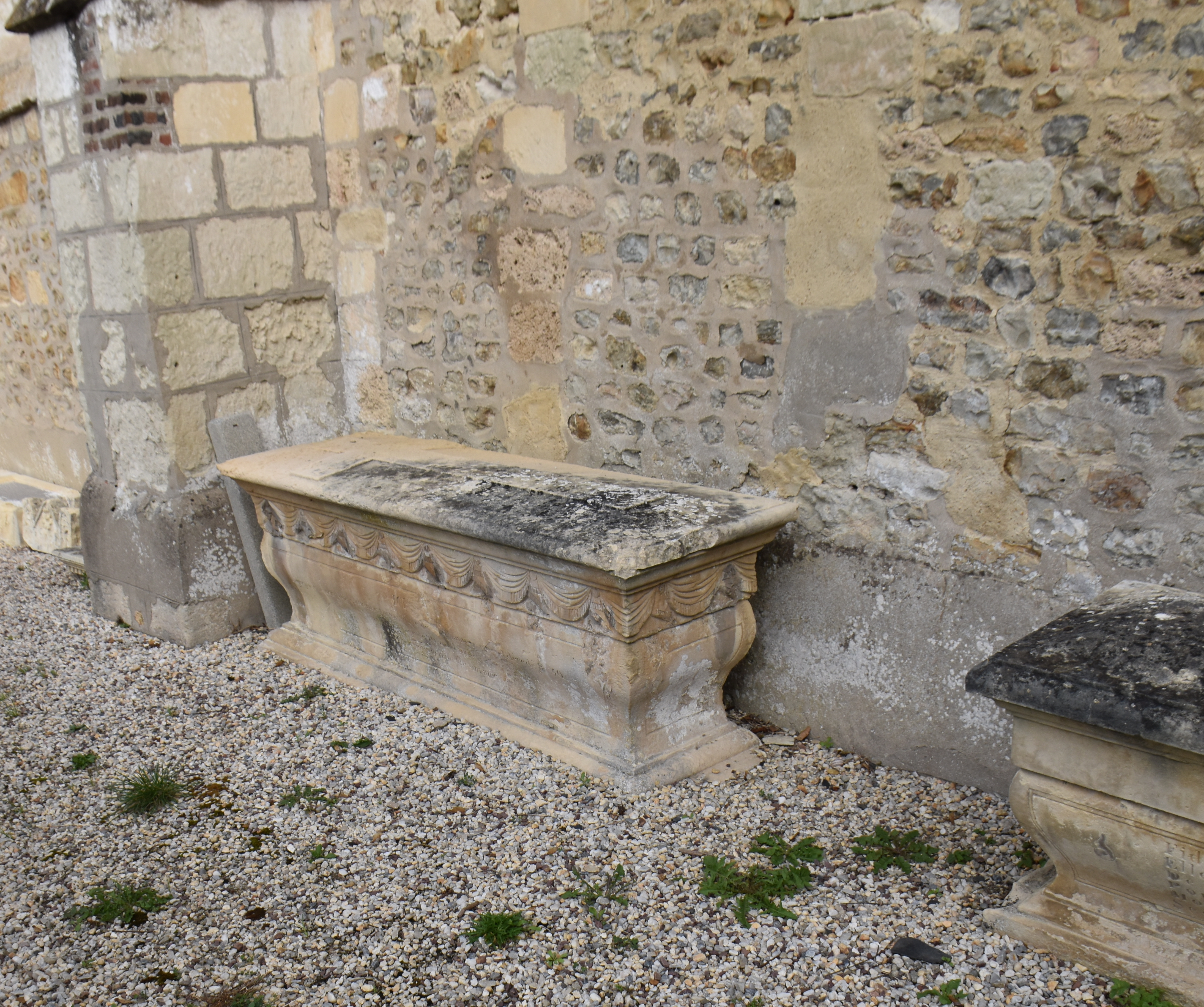
Sarcophage, le long de l'église.
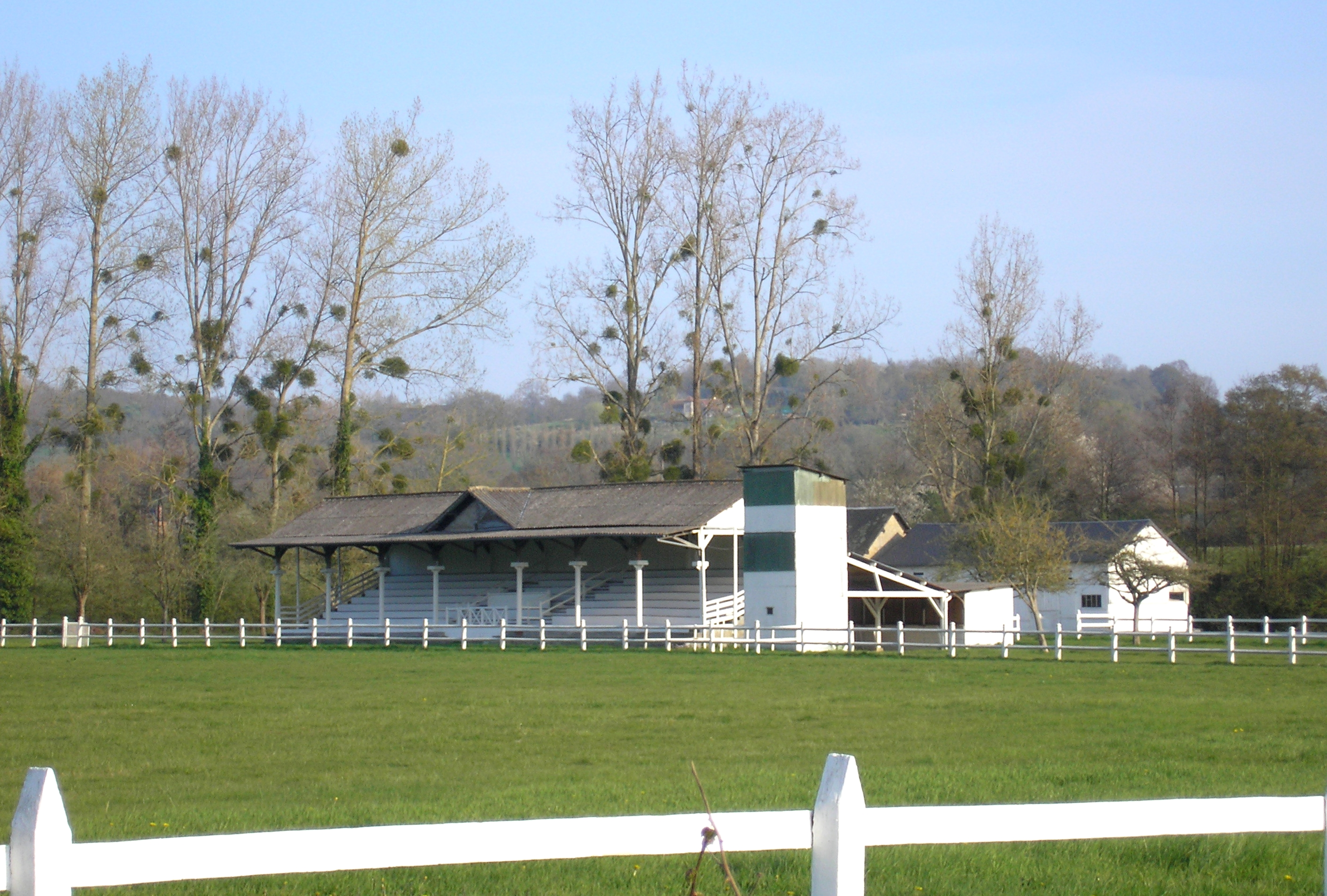
L'hippodrome.